# Langston (Alabama)
Langston è un comune degli Stati Uniti d'America situato nella contea di Jackson, nello Stato dell'Alabama.